# Jan Maniecki (łowczy)
Jan Maniecki herbu Sokola – łowczy poznański w latach 1632–1651.
Był elektorem Władysława IV Wazy z województwa poznańskiego w 1632 roku.